# Ізвоареле (Тулча)
Ізвоареле (рум. Izvoarele) — село у повіті Тулча в Румунії. Адміністративний центр комуни Ізвоареле.
Село розташоване на відстані 203 км на схід від Бухареста, 26 км на південний захід від Тулчі, 96 км на північ від Констанци, 58 км на південний схід від Галаца.

## Населення
За даними перепису населення 2002 року у селі проживали 1670 осіб.
Національний склад населення села:
| Національність | Кількість осіб | Відсоток |
| -------------- | -------------- | -------- |
| греки          | 1157           | 69,3%    |
| румуни         | 507            | 30,4%    |

Рідною мовою назвали:
| Мова      | Кількість осіб | Відсоток |
| --------- | -------------- | -------- |
| грецька   | 871            | 52,2%    |
| румунська | 795            | 47,6%    |